# Juan Sebastián Serrano
Juan Sebastián Serrano (Zaragoza, Aragón, España, 7 de junio de 2002) es un futbolista español que juega como lateral derecho en el Real Zaragoza de la Segunda División de España.

## Carrera
Jugador formado en la cantera del Real Zaragoza, debutaría con el primer equipo de la mano de Víctor Fernández en la última jornada de liga que el equipo maño disputaría contra el Albacete Balompié en el Estadio de La Romareda. Entraría en el terreno de juego sustituyendo a Víctor Mollejo en el minuto 83, en un partido que finalizaría, con el resultado de empate a uno entre maños y manchegos. Tras ello sería cedido a la Agrupación Deportiva Alcorcón de la Primera Federación para sumar minutos y seguir con su progesión. En enero de 2025 sería intervenido del menisco, tras una pronta recuperación a mediados de febrero del mismo año estaría ya compitiendo a buen nivel.
Una vez retornado del Alcorcón renovaría por el conjunto blanquillo hasta el 2027 para realizar la pretemporada 2025-26 volvería con el primer equipo zaragocista a las órdenes de Gabi Fernández.

## Clubes
| Club             | País   | Año       |
| ---------------- | ------ | --------- |
| Deportivo Aragón | España | 2022-2024 |
| Real Zaragoza    | España | 2024      |
| A. D. Alcorcón   | España | 2024-2025 |
| Real Zaragoza    | España | 2025-Act. |